# Joélcio Joerke
Joélcio Joerke, plus connu sous le nom de Janjão, né le 24 août 1972 à Campo Grande, dans le Mato Grosso do Sul, au Brésil, est un ancien joueur brésilien de basket-ball. Il évolue durant sa carrière au poste de pivot.

## Palmarès
- 3e du championnat des Amériques 1997
- 3e des Jeux panaméricains de 1995
- Finaliste du championnat du monde des 22 ans et moins 1993